# 노던 트러스트
노던 트러스트(영어: Northern Trust)는 미국 일리노이주 시카고에 본사를 둔 미국의 신탁은행으로, 미국에서 가장 큰 은행 기관이자 가장 오래된 은행 중 하나이다.

## 개요
2022년 6월 30일 기준, 노던 트러스트의운용 자산은 1조 7,000억 달러, 수탁 자산은 17조 달러이다. 미국 20개주에 지사를 두고 있으며 캐나다, 유럽, 중동, 아시아·태평양 지역 23개국에 지사를 두고 있다. 한국에는 2016년 11월 서울지점 설립 인가를 받음으로써 공식 진출하였으나 2022년, 진출 6년 만에 철수를 결정하였다.